# Руфъс Уилмот Грисуолд
Руфъс Уилмот Грисуолд (на английски: Rufus Wilmot Griswold) е американски съставител на антологии, редактор, поет и критик.

## Биография и творчество
Роден във Върмонт, Грисуолд напуска дома си на 15-годишна възраст. Работи като журналист, редактор и критик във Филаделфия, Ню Йорк и другаде.
Изгражда голяма литературна репутация, която се дължи отчасти на сборника „Поезията и поетите на Америка“, която се печата за пръв път през 1842 г. Тази антология е най-обширната по това време, като включва това, което Грисуолд смята за най-добрите примери за американска поезия. Той издава подобни преработени версии или сходни антологии през остатъка от живота си, макар поетите, които той продължава да включва, вече да са изпаднали в забрава. Много писатели се надяват творбите им да бъдат включени в неговите трудове, макар грубо да коментират дразнещия му характер.
Грисуолд се жени 3 пъти: първата му жена умира млада, вторият му брак завършва чрез публичен и скандален развод, а третата му жена го напуска, след като предишният му брак бива почти подновен.
Едгар Алън По, чието поезия е включена в антологията на Грисуолд, публикува критичен отговор за избора на поети. Това дава начало на съперничество, което нараства, когато Руфъс заема мястото на По като редактор на „Грахамс мегазин“ и получава по-голяма заплата. По-късно двамата се борят за вниманието на поетесата Франсис Сарджент Осгуд. По и Грисуолд никога не успяват да изгладят различията помежду си и след мистериозната смърт на По през 1849 г., Грисуолд пише коравосърдечен некролог за своя враг, подписан от „Лудвиг“. Руфъс твърди, че е избраният литературен палач на По и започва кампания за унищожение на репутацията на По, която продължава до самата му кончина 8 години по-късно.
Грисуолд се смята за експерт в американската поезия и е сред ранните защитници на включването ѝ в американския учебен план. Той също подкрепя създаването на закон за авторското право, като говори на конгрес от името на издателската индустрия, макар той самият да е нарушавал авторското право. Негов колега редактор отбелязва, че „дори когато говори най-силно, [той] краде най-бързо“.